# Guajará (ort)
Guajará är en ort i delstaten Amazonas i nordvästra Brasilien. Den är centralort i en kommun med samma namn och folkmängden uppgick till cirka 7 000 invånare vid folkräkningen 2010. Guajará är belägen längs floden Juruá, vid gränsen mot delstaten Acre.